# 上海科学技术文献出版社

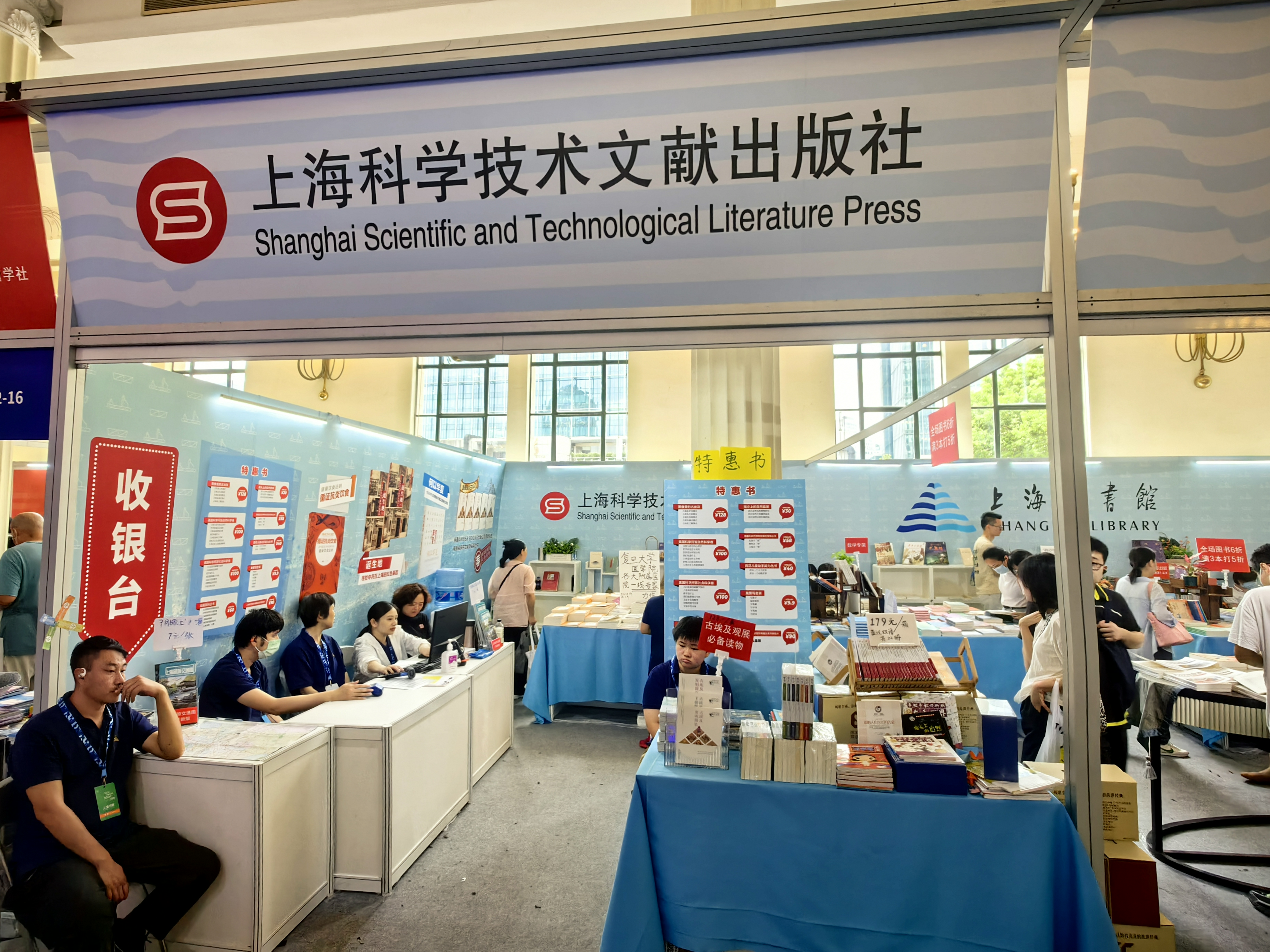
2024年上海书展上海科学技术文献出版社展位

上海科学技术文献出版社，是一家中华人民共和国出版社，位于上海市武康路2号，后改为静安区长乐路746号。

## 概述
上海科学技术文献出版社成立于1978年5月，隶属于上海图书馆上海科学技术情报研究所。主要出书范围包括有科学技术类、科技情报文献书籍。